# 飛騨市立山田小学校
飛騨市立山田小学校 （ひだしりつ やまだしょうがっこう）は、かつて岐阜県飛騨市に存在した公立小学校。

## 概要
- 旧・吉城郡神岡町の西部（旧・吉城郡袖川村の西部）の小学校であった。2005年、旧・神岡町の3つの小学校（神岡東小学校、神岡西小学校、山田小学校）を統合し、神岡小学校の開校により廃校。
- 1947年から1977年までは山田中学校を併設し、合わせて山田小中学校とも称した。
- 廃校後、校舎は山田生涯学習館として使用されたが、老朽化のため2017年に取り壊された[1]。グラウンドは飛騨市山田グラウンド[2]、体育館は飛騨市山田体育館[3]として利用されている。

## 沿革
- 1873年（明治6年） - 西村に西村小学校が開校。
- 1875年（明治8年）
  - 4月 - 山田村に移転。山田学校に改称する。
  - 7月1日 - 高原郷が下高原郷と上高原郷（後の上宝村域、現高山市上宝町・奥飛騨温泉郷に相当）とに分立。そのうち下高原郷49か村が合併し神岡村が成立。
- 1885年（明治18年） - 新築移転。このころ山田尋常小学校に改称する。
- 1889年（明治22年）7月1日 - 神岡村を3分割され、巣山・柏原・大笠・山田・西・伏方・堀之内・寺林・梨ヶ根の9地区で袖川村が発足。
- 1912年（明治45年） - 新築移転。
- 1941年（昭和16年）4月1日 - 山田国民学校に改称する。
- 1947年（昭和22年）4月1日 - 袖川村立山田小学校に改称する。
- 1950年（昭和25年）6月10日 - 船津町、阿曽布村、袖川村が合併し、神岡町が発足。同時に神岡町立山田小学校に改称する。
- 1978年（昭和53年） - 新校舎（鉄筋コンクリート造）が完成。
- 2004年（平成16年）2月1日 - 古川町、神岡町、宮川村、河合村が合併し、飛騨市が発足。同時に飛騨市立山田小学校に改称する。
- 2005年（平成17年）3月 - 統合により廃校。